# 琅琊山駅
琅琊山駅（ろうやさんえき）は、中華人民共和国安徽省滁州市南譙区龍蟠大道と豊楽大道の交差点にある、南京地下鉄S4号線の駅である。

## 駅名
駅名については、事業着手当初は滁州市政府と南京地下鉄集団は「龍蟠大道駅」の仮称を用いており、2022年9月2日に「琅琊山東門駅」を駅名として第一次公示され、2022年11月15日に駅名が「琅琊山駅」に決定したことが発表された。

## 隣の駅
南京地下鉄
■S4号線
滁州政務中心駅- 琅琊山駅 - 花博園駅